# بصمة هرمونية
البصمة الهرمونية (HI) عبارة عن ظاهرة تحدث في المواجهة أو اللقاء الأولي بين الهرمون وبين مستقبله المتنامي في الفترات الحرجة من الحياة (في أثناء التوحد الخلوي أثناء الحياة الكاملة) التي تحدد سعة توصيل الإشارات الأخيرة في الخلية. وأكثر الفترات أهمية في الثدييات هي الفترة المحيطة بالولادة، وذلك على الرغم من أن هذا النظام يمكن أن يتم طبعه في مرحلة الفطام ومرحلة البلوغ وفي حالة التقسيم المستمر للخلايا أثناء الحياة كاملة. ويرجع سبب العيب في بصمة الهرمون إلى المخدرات، والملوثات البيئية، والجزيئات، والجسيمات الشبيهة بالهرمون والتي توجد بكثرة في الفترات الحرجة من الفترات التي يتعرض لها على مدى الحياة، وذلك بسبب العواقب والنتائج المورفلوجية وبسبب نتائج الكيمياء الحيوية وبسبب النتائج السلوكية. ويتم نقل بصمة الهرمون إلى نسل وسلالة العديد من الأجيال في الخلايا الموحدة ( طبقًا لما تم إثباته) كما يتم نقلها إلى عدد قليل من الأجيال في الحيوانات.

## وصلات خارجية
- Phylogeny of hormone receptors نسخة محفوظة 8 أكتوبر 2007 على موقع واي باك مشين.